# Bahnhof Berlin Sonnenallee
A Bahnhof Berlin Sonnenallee egy S-Bahn állomás Németország fővárosában, Berlinben a Ringbahn vonalán. Az állomás 1912-ben nyílt meg, kezelője a DB Station&Service.

## Forgalom
| Járat | Útvonal | Gyakoriság csúcsidőben |
| ----- | --- | ---------------------- |
| ↻ ↺   | Gesundbrunnen – Schönhauser Allee – Prenzlauer Allee – Greifswalder Straße – Landsberger Allee – Storkower Straße – Frankfurter Allee – Ostkreuz – Treptower Park – Sonnenallee – Neukölln – Hermannstraße – Tempelhof – Südkreuz – Schöneberg – Innsbrucker Platz – Bundesplatz – Heidelberger Platz – Hohenzollerndamm – Halensee – Westkreuz – Messe Nord/ICC – Westend – Jungfernheide – Beusselstraße – Westhafen – Wedding – Gesundbrunnen | 05 perc                |

## Szomszédos állomások
Az állomáshoz az alábbi állomások vannak a legközelebb:
- S-Bahnhof Treptower Park (S41)
- S-Bahnhof Berlin Neukölln (Bahnhof Berlin Beusselstraße, S41)
- S-Bahnhof Treptower Park (Bahnhof Berlin Beusselstraße, S42)
- S-Bahnhof Berlin Neukölln (S42)